# Ancylotrypa dentata
Ancylotrypa dentata är en spindelart som först beskrevs av William Frederick Purcell 1903.  Ancylotrypa dentata ingår i släktet Ancylotrypa och familjen Cyrtaucheniidae. Inga underarter finns listade i Catalogue of Life.